# Человек-паук 3: Враг в отражении (саундтрек)
| Оценки критиков | Оценки критиков |
| Источник        | Оценка          |
| --------------- | --------------- |
| Allmusic        | [ 1 ]           |

Music from and Inspired by Spider-Man 3 — саундтрек к фильму «Человек-паук 3: Враг в отражении» (2007) от режиссёра Сэма Рэйми, основанному на комиксах издательства Marvel Comics об одноимённом персонаже. Вышел под лейблом Record Collection 4 мая 2007 года. Специальная версия доступна только на официальном сайте саундтрека. Ранее Sony планировала выпустить цифровое издание альбома. На сайте альбома есть возможность прослушать первую композицию из него. В отличие от саундтреков к первым двум фильмам, в этом альбоме отсутствует музыка из фильма, написанная композитором Кристофером Янгом. Каждая песня из саундтрека была написана (или записана как в случае с The Flaming Lips) различными исполнителями исключительно для саундтрека, кроме хита Чабби Чекера «The Twist» (1960).
Специальное издание альбома доступно только на официальном сайте; оно содержит бонусный трек («Theme from Spider-Man» в исполнении группы The Flaming Lips), 32-страничный альбом в твёрдом переплете с кадрами из фильмов, и пять коллекционных карточек размером 8 x 8 дюймов, изготовленные из копии прорезиненного чёрного костюма Человека-паука.
Кроме того, цифровая версия саундтрека была доступна для предварительного заказа на iTunes и содержала трек «The Theme from Spider-Man» от The Flaming Lips.
После релиза саундтрек занял 33-е место в американском чарте Billboard 200; за первую неделю было продано около 21 000 копий альбома.

## Трек-лист
| №   | Название                                                 | Автор(ы)                                                               | Артист(ы)          | Длительность |
| --- | -------------------------------------------------------- | ---------------------------------------------------------------------- | ------------------ | ------------ |
| 1.  | «Signal Fire»                                            | Нейтан Коннолли, Гэри Лайтбоди, Том Симпсон, Джонни Куинн и Пол Уилсон | Snow Patrol        | 4:26         |
| 2.  | «Move Away»                                              | Брэндон Флауэрс, Дэйв Кюнинг и Стормер Марк                            | The Killers        | 3:52         |
| 3.  | «Sealings»                                               | Карен О, Ник Зиннер и Брайан Чейз                                      | Yeah Yeah Yeahs    | 4:32         |
| 4.  | «Pleased to Meet You»                                    | Эндрю Стокдейл                                                         | Wolfmother         | 4:44         |
| 5.  | «Red River»                                              | The Walkmen                                                            | The Walkmen        | 2:53         |
| 6.  | «Stay Free»                                              | Black Mountain                                                         | Black Mountain     | 4:28         |
| 7.  | «The Supreme Being Teaches Spider-Man How to Be in Love» | The Flaming Lips                                                       | The Flaming Lips   | 3:25         |
| 8.  | «Scared of Myself»                                       | Блейк Миллс и Тейлор Голдсмит                                          | Саймон Доус        | 4:54         |
| 9.  | «The Twist»                                              | Хэнк Баллард                                                           | Чекер Чабби        | 2:35         |
| 10. | «Sightlines»                                             | Zach Rogue                                                             | Rogue Wave         | 3:39         |
| 11. | «Summer Day»                                             | Джейсон Шварцман                                                       | Coconut Records    | 2:05         |
| 12. | «Falling Star»                                           | Ник Цестер и Крис Цестер                                               | Jet                | 3:35         |
| 13. | «Portrait of a Summer Thief»                             | Лэнг Фриман, Сонни Санчес, Брэдли Оливер и Дуглас Уилсон               | Sounds Under Radio | 4:15         |
| 14. | «A Letter from St. Jude»                                 | Рори Карлайл и Дараг Дьюкс                                             | The WYO's          | 4:12         |
| 15. | «Small Parts»                                            | Грег Эклунд, Марк Эклунд и Оливия Стоун                                | The Oohlas         | 3:39         |

## Прочее
- В европейской версии есть трек «Cut Off the Top (Timo Maas Dirty Rocker Remix)» от группы Beatsteaks. Его продолжительность составляет 3:03, а сам он располагается на 5-й позиции в списке треков между «Pleased to Meet You» и «Red River».
- В альбом не вошла песня Джеймса Брауна «People Get Up and Drive Your Funky Soul», которая звучит в фильме в сцене прогулки Питера под влиянием инопланетного симбиота по городу.

## Чарты
| Чарт (2007)        | Высшая позиция |
| ------------------ | -------------- |
| U.S. Billboard 200 | 33             |
| Top Soundtracks    | 2              |